# Рахманкулов Ділюс Лутфуллович
Рахманкулов Ділюс Лутфуллович (нар. 20 серпня 1939 — пом. 9 серпня 2008) — радянський хімік-органік, академік Академії наук Республіки Башкартостан (1991), доктор хімічних наук (1975), професор (1976), заслужений діяч науки і техніки Башкирської АРСР (1981).

## Біографія
Ділюс Рахманкулов народився 20 серпня 1939 року у селі Ново-Мусіно Шарликського району Чкаловської (нині Оренбурзької) області.
В 1962 році закінчив Уфимський нафтовий інститут. Після закінчення інституту працював викладачем Уфімського нафтового технікуму (1962—1968); старшим викладачем (1968—1969), доцентом (1969—1971), завідувачем кафедрою (1971—1993), проректором з наукової роботи (1977—1993) Уфимського нафтового інституту. З 1993 року Ділюс Рахманкулов провідний науковий співробітник НДІ малотоннажних хімічних продуктів і реактивів; науковий керівник ДНТП у галузі хімії і хімічної технології Міносвіти Російської Федерації.
Ділюс Рахманкулов — хімік-органік, академік Академії наук Республіки Башкортостан (1991), доктор хімічних наук (1975), професор (1976).
Наукові напрямки в яких працював Рахманкулов: перетворення ацеталей, ортоефірів та їх гетероаналогів; механізми хімічних реакцій, будова та реакційна здатність проміжних активних частинок, стереохімія продуктів, що утворюються.
В результаті його робіт одержані нові ефективні інгібітори корозії металів, реагенти для нафтовидобутку, матеріали волоконної оптики, поліграфії, ядерної енергетики, радіоелектроніки, техніки спеціального призначення. Загалом до промислового виробництва упроваджено понад 500 розробок. Розробки демонструвалися на міжнародних виставках, на ВДНГ СРСР, відзначені медалями та дипломами.
Ділюс Рахманкулов створив державне видавництво науково-технічної літератури «Реактив», що випускає часописи «Башкирський хімічний журнал» (з 1993), "Історія науки і техніки (з 2004 року); державний інженерний центр «Реактив», НДІ тонкого органічного синтезу, ГУП «Уфареактив», чотири галузеві науково-дослідні лабораторії міністерства хімічної промисловості, проблемну лабораторію з реагентів для нафтовіддачі пластів; створив і очолював ДНТП «Реактив», що понад 20 років об'єднувала роботу понад 120 закладів вищої освіти та НДІ СРСР у галузі малотоннажних хімічних продуктів, реагентів і особливо чистих речовин.
Один з організаторів Академії наук Республіки Башкортостан.
Серед його учнів понад 40 докторів і 200 кандидатів наук.
Перебував у відділенні хімії (хіміко-технологічних наук Академії наук Республіки Башкортостан.

## Праці
Ділюс Рахманкулов — автор понад 2500 наукових праць і 120 монографій, понад 600 авторських свідоцтв і патентів.
Він був головним редактором часописів «Башкирський хімічний журнал», «Історія науки і техніки». Голова Башкирського правління Всеросійського хімічного товариства імені Д. І. Менделєєва (1979—1992).
- Реакция ацеталей, ортоэфиров и их аналогов с кремнийорганическими соединениями. Уфа: Реактив, 1997 (співавтор).
- Ингибиторы коррозии. Т. 1: Основы теории и практики применения. Уфа: Реактив, 1997 (співавтор).
- Интенсификация химических процессов в научных исследованиях и промышленности под воздействием микроволнового излучения. М.: Химия, 2003 (співавтор, ред.).
- Эпихлоргидрин. Методы получения, физические и химические свойства, технология производства. М.: Химия, 2003 (співавтор, ред.).
- Ингибиторы коррозии. В 4 т. Т. 3: Основы технологии получения и применения ингибиторов коррозии. М.: Интер, 2005 (співавтор).

## Нагороди та звання
Нагороджений Великою золотою медаллю Всесвітньої виставки винахідників і раціоналізаторів (1985, Болгарія).